# John Poindexter
John Marlan Poindexter (Odon (Indiana), 12 augustus 1936) is een gepensioneerde Amerikaanse marine-officier en ambtenaar van het ministerie van Defensie. Hij was Nationaal Veiligheidsadviseur tijdens de regering van president Ronald Reagan. Hij werd in april 1990 veroordeeld voor meervoudige overtredingen in verband met zijn aandeel in de Iran-Contra-affaire. Nadat hij in beroep ging, werd zijn veroordeling in 1991 teruggedraaid. Hij was korte tijd directeur van DARPA Information Awareness Office onder president George W. Bush.

## Opleiding en begin van zijn loopbaan
Hij studeerde af aan de United States Naval Academy in 1958, waar hij de eerste was van zijn klas. John McCain, Republikeins senator en presidentskandidaat bij de verkiezingen van 2008, was een van zijn klasgenoten. De latere Nationaal Veiligheidsadviseur Robert McFarlane studeerde het volgende jaar af.
Van 1961 tot 1964 studeerde Poindexter aan Caltech. Hier leidde hij met de latere Nobel-prijswinnaar Rudolph Mössbauer een laboratoriumonderzoek dat tot doel had een model te ontwikkelen voor een beter begrip van het Mössbauereffect.

## Carrière bij de marine
Als bevelhebber van een destructie-eskadron, leidde hij strijdgroepen in de westelijke Stille Oceaan en de Indische Oceaan. Hij ontwikkelde nieuwe tactieken en procedures volgens het Composite Warfare Commander-concept. Als bevelhebbend officier van de USS England, pionierde hij met het gebruik van computers.
Als vervangend Bevelhebber van het Marine Education and Training Command, was hij tevens verantwoordelijk voor de opleiding en training van de Amerikaanse marine. Verder bekleedde hij een aantal belangrijke staffuncties zoals Executive Assistent van de Chief of Naval Operations, Administrative Assistant van de Secretary of the Navy and Special Assistant van Systems Analysis bij het Amerikaanse ministerie van Defensie. Hij bereikte de rang van viceadmiraal, maar bij zijn pensioen in 1987 was hij brigadier-generaal ten gevolge van de Iran-Contra-affaire.

## In dienst van de Amerikaanse regering
Poindexter was van 1981 tot 1983 in de regering-Reagan Military Assistant. Hij was adjunct-Nationaal Veiligheidsadviseur van 1983 tot 1985 en Nationaal Veiligheidsadviseur van 1985 tot 1986. Van 1983 tot 1985 was Poindexter verantwoordelijk voor de leiding van de Nationale Veiligheidsraad als voorzitter van het crisisberaad (de Crisis Pre-planning Group). Als Nationaal Veiligheidsadviseur was admiraal Poindexter verantwoordelijk voor adviezen aan de president op het gebied van nationale veiligheid, het buitenlandbeleid en defensiebeleid.
De belangrijkste gebeurtenissen waarbij hij een belangrijke rol speelde namens de Amerikaanse regering, omvatten het Strategic Defense Initiative, de invasie van Grenada (operatie Urgent Fury), het Achille Lauro incident, de operatie El Dorado Canyon en een Top in Reykjavik met de Sovjets.

## Iran-Contra-affaire
Poindexter werd op 7 april 1990 voor meerdere misdrijven veroordeeld, zoals samenzwering, obstructie van justitie, meineed, oplichting van de overheid en de wijziging en vernietiging van bewijsmateriaal betreffende de Iran-Contra-Affaire. De veroordelingen werden echter in 1991 teruggedraaid op technische gronden. Poindexter was al gehoord door de House Senate Committee, wat hem immuniteit zou verlenen. De Openbaar Aanklager zou de zaak om die reden niet opnieuw kunnen indienen.

## Onderzoeksopdrachten voor defensie
Van 1988 tot 1989 was Poindexter als wetenschapper verbonden aan Presearch, Inc., dat hoofdzakelijk betrokken was bij studies en analyses voor Defensie. Aangezien Defensie geconfronteerd zou worden met inkrimping van het budget, kwam Poindexter bij het bedrijf om nieuwe commerciële initiatieven te ontwikkelen. Hij ontwierp en ontwikkelde hardware en software voor het prototype van een digitaal real-time, beeldsysteem dat gebruik moest worden voor de fysieke bescherming van kostbare voorzieningen. het werd gebruikt om een contract te verwerven voor het beveiligingssysteem van kernreactoren.
Poindexter was in 1990 mede-oprichter van TP Systems, Inc., een firma in software ontwikkeling die gespecialiseerd was in commerciële software voor IBMPCs en compatibele systemen; Poindexter was hoofd van de afdeling ontwerpen en programmeren. Ontwikkeling omvatte een debugger voor multi-tasking environments, een communicatieprogramma voor BBS en vele andere hulpprogramma's.
Van 1993 tot 1996 was Poindexter adviseur bij de Elkins Group. Elkins was een zakenpartner van Electronic Data Systems (EDS), dat het Elkins Interactive Training Network (EITN) ontwikkelde: educatieve programma's gebaseerd op satellietverbinding. Poindexter was voorzitter van de Maritime Advisory Committee en lid van de Raad van Bestuur van Elkins. Hij gaf ook adviezen over strategische planning.
Poindexter was van 1996 tot 2002 adjunct-directeur van SYNTEK Technologies, een firma in hoogwaardige technologie met contracten bij defensie-gerelateerde ondernemingen in binnen- en buitenland. Poindexter gaf onder andere advies aan het Defense Advanced Research Project Agency, Project Genoa.

## Opnieuw in overheidsdienst
Van december 2002 tot augustus 2003 was Poindexter directeur van het DARPA Information Awareness Office (IAO). De controversiële opdracht van de IAO was om informatietechnologie te ontwikkelen bedoeld voor het bestrijden van asymmetrische bedreigingen, met name terroristische aanslagen, door total information awareness zodat preventieve waarschuwingen worden doorgegeven, die kunnen leiden tot beslissingen ter verdediging van de nationale veiligheid.
Poindexter kreeg scherpe kritiek van de media en politici wegens zijn Policy Analysis Market project, een project dat voorspellingen deed over geopolitieke ontwikkelingen in het Midden-Oosten. Het project werd in de media gezien als het profiteren van de moord op staatshoofden en terrorisme. De controverse leidde tot een hoorzitting van het Congres over de IAO in het algemeen. De hoorzitting bracht naar boven dat het project op fundamentele wijze de privacy schond van Amerikaanse burgers. De subsidiëring van de IAO werd vervolgens stopgezet. Poindexter trad op 12 augustus 2003 af bij DARPA.

## Gezin
Poindexters vrouw Linda was 13 jaar priester bij de Episcopal Church of America, maar verliet het priesterschap om zich te bekeren tot rooms-katholiek. Ze kregen een aantal kinderen, waaronder Alan G. Poindexter, een astronaut voor de NASA en piloot van de Spaceshuttle bij de missie STS-122 naar het International Space Station.

## Decoraties
- Legioen van Verdienste (2x)
- Presidential Service Badge

### Biografische links
- - Artikel over Poindexter dat voorbijgaat aan negatieve aspecten van zijn rol.
- ComputerBytesMan.com - 'Dr. John Poindexter Bio'
- WarBlogging.com - John Poindexter resume (archived from Google cache)
  - WarBlogging.com - 'Who is John Poindexter?'
- Freeservers.com - 'Episcopal Priest Becomes Catholic Laywoman' (interview with Linda Poindexter), Stephen Ryan, National Catholic Register, 1 augustus 2001.

### Iran-Contra links
- - 'Iran-Contra: White House e-mail'
- Dreamscape.com - 'The Iran-Contra Scandal', David Wallechinsky
- FAS.org - Report of Independent Counsel Lawrence Walsh, US Congressional Record (30 juni 1992)
- Slate.com - 'John Poindexter, "Outstanding American": Ari Fleischer salutes a mendacious former national security adviser', Timothy Noah (25 februari 2002)